# Hyderabad (Pakistan)
Hyderabad (in urdu حيدرآباد سنڌ‎?) è la seconda città più popolosa della provincia del Sindh in Pakistan.
La città venne fondata nel 1768 da Mian Ghulam Shah Kalhoro sulle rovine di un villaggio di pescatori (Mauryan) lungo le rive dell'Indo. In precedenza capitale del Sindh, è capoluogo del distretto di Hyderabad.